# Edwin Powell Hubble
Edwin Powell Hubble (Marshfield, 20 de novembro de 1889 — San Marino, 28 de setembro de 1953) foi um astrônomo norte-americano.
Hubble teve papel crucial no estabelecimento dos campos da astronomia extragaláctica e na cosmologia observacional. Hubble provou que muitos objetos que, anteriormente, acreditava-se que fossem nuvens de poeira e gás, classificadas como "nebulosas", eram na verdade galáxias além da Via Láctea. Ele também usou a forte evidência direta entre a luminosidade e o período de pulsação de uma cefeida variável clássica (descoberta em 1908 por Henrietta Swan Leavitt) para dimensionar distâncias galácticas e extragalácticas.
Hubble forneceu evidências de que a velocidade recessional de uma galáxia aumenta com sua distância da Terra, uma propriedade agora conhecida como "lei de Hubble", apesar do fato de ter sido proposta e demonstrada observacionalmente dois anos antes por Georges Lemaître. A Lei de Hubble–Lemaître implica que o universo está se expandindo. Dez anos antes, o astrônomo norte-americano Vesto Slipher tinha evidências de que a luz de muitas dessas nebulosas estava fortemente desviada para o vermelho, indicativo de altas velocidades de recessão.
O nome de Edwin Hubble é facilmente reconhecido por conta do telescópio espacial Hubble, posto em órbita em 1990, para estudar o espaço sem as distorções causadas pela atmosfera.

## Biografia
Hubble nasceu na cidade de Marshfield, no Missouri, em 20 de novembro de 1889. Era filho de Virginia Lee Hubble (1864–1934) e John Powell Hubble, executivo do ramo de seguros. Em 1900, a família se mudou para Wheaton, em Illinois. Na juventude, Hubble era conhecido mais por seus talentos no atletismo, ainda que tivesse boas notas em quase todas as matérias na escola, exceto soletração. Hubble era atleta, jogava beisebol, futebol americano e corria na pista da escola e da faculdade. No basquete, jogou em várias posições. Em 1907, ele chegou a ser o capitão do time de basquete da Universidade de Chicago e quebrou o recorde de salto em altura do estado de Illinois.

### Graduação
Os estudos de Hubble na Universidade de Chicago eram concentrados na área do direito, o que o levou a obter um bacharelado em ciências em 1910. Como promessa a seu pai, ele continuou os estudos em direito, passando três anos estudando jurisprudência no The Queen's College, com uma Bolsa Rhodes, um dos primeiros da universidade. Em seguida ele estudou literatura e língua espanhola a fim de obter o mestrado.
Em 1909, o pai de Hubble se mudou com a família de Chicago para Shelbyville, no Kentucky, depois se estabelecendo na cidade de Louisville, também no Kentucky. Seu pai morreu em 1913, quando Hubble ainda estava estudando na Inglaterra e no verão de 1913 ele retornou para casa para cuidar da mãe, das duas irmãs e do irmão mais novo, junto de seu outro irmão, William. A fim de acomodar William e Edwin na mesma casa, a família se mudou para outro endereço em Louisville.
Hubble também era um filho zeloso que, apesar de seu intenso interesse por astronomia desde a infância, concordou com o pedido de seu pai de trabalhar na área do direito, embora tenha conseguido fazer alguns cursos de matemática e ciências. Depois da morte do pai, Hubble não viu nenhuma motivação para trabalhar na área do direito. Assim ele passou a ensinar espanhol, física e matemática na New Albany High School, em New Albany, em Indiana, onde também era o técnico do time de basquete. Depois de um ano dando aulas, ele ingressou em um curso de pós-graduação com a ajuda de um ex-professor da Universidade de Chicago para estudar astronomia no Observatório Yerkes, onde obteve seu doutorado em 1917. Sua tese se chamava "Photographic Investigations of Faint Nebulae". Em Yerkes, ele teve acesso a um dos mais poderosos telescópios da época, que possuía um refletor de 61 cm.

### Doutorado

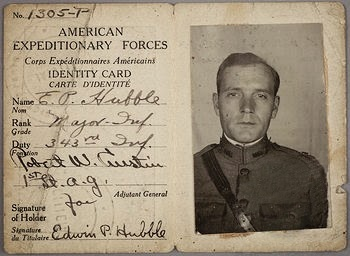
Identidade de Hubble das Forças Expedicionárias Americanas.

Após a declaração de guerra dos Estados Unidos à Alemanha em 1917, Hubble correu para terminar sua tese para que pudesse se alistar. Ele então se alistou no Exército dos Estados Unidos e foi designado para a 86ª Divisão de Infantaria, onde serviu no 2º Batalhão, 343 Regimento, chegando ao posto de tenente-coronel. Considerado apto para servir no exterior em 9 de julho de 1918, sua divisão nunca participou de combates. Com o fim de Primeira Guerra Mundial, ele passou um ano na Universidade de Cambridge, onde retomou seus estudos de astronomia.

## Carreira
Em 1919, Hubble recebeu um convite para um cargo no Observatório Mount Wilson, do Instituto Carnegie, perto de Pasadena, na Califórnia, de George Ellery Hale, fundador e diretor do observatório. Hubble permaneceu como membro da equipe de Mount Wilson até sua morte, em 1953. Pouco antes de morrer, Hubble se tornou o primeiro astrônomo a usar o novo e gigante refletor do telescópio Hale, do Observatório Palomar, perto de San Diego.
Hubble também trabalhou como civil para o Exército, Aberdeen Proving Ground, em Maryland, durante a Segunda Guerra Mundial, como chefe da divisão de balística do laboratório especial de pesquisa balística. Seu trabalho foi facilitado pelo desenvolvimento de diversos equipamentos de instrumentação de balística externa, sendo o desenvolvimento mais marcante a câmera de alta velocidade, que possibilitou o estudo das características de bombas e projéteis de baixa velocidade em voo. Os resultados de seus estudos foram creditados com uma grande melhoria no design, desempenho e eficácia militar de bombas e foguetes. Por seu trabalho lá, ele recebeu a medalha da Legião de Mérito.

## Descobertas
A partir da relação conhecida entre período e luminosidade das cefeidas, em geral, e do brilho aparente das cefeidas de Andrômeda, em 1923 Hubble pôde calcular a distância entre esta e a Via Láctea, obtendo um valor de quase 1 milhão de anos-luz. Mesmo sendo um valor errado para a distância de Andrômeda, pois atualmente o valor é de um pouco mais de 2 milhões de anos-luz, Hubble mostrou que ela estava bem além dos limites de nossa galáxia, que tem cem mil anos-luz de diâmetro. Assim ficou provado que Andrômeda era uma galáxia independente. A descoberta passou em branco pela imprensa, mas no ano seguinte ele dividiu com um pesquisador de saúde pública um prêmio de mil dólares dado pela Academia Americana para o Avanço da Ciência. Hubble provou a existência de nebulosas extragalácticas constituídas de sistemas estelares independentes. No ano seguinte descobriu diversas galáxias e mostrou que várias delas são semelhantes à Via Láctea. A mancha luminosa no céu era na verdade um sistema estelar tão grandioso quanto aquele em que o Sol e a Terra estão situados. Elas passaram a ser chamadas de galáxias, por analogia com a denominação de nossa Via Láctea.
Depois dessas descobertas, passou a pesquisar a estrutura das galáxias e a classificá-las pelo formato, como espiral ou elíptica. Posteriormente começaria a estudar as distâncias que as galáxias se encontram da Via Láctea e suas velocidades no espaço. Em 1929 demonstrou que as galáxias se afastam em grande velocidade e que essa velocidade aumenta com a distância. A relação entre a velocidade e a distância da Terra é conhecida como a Lei de Hubble e a razão entre os dois valores é conhecida como Constante de Hubble.
Este deslocamento das galáxias serviria como base, em 1946, para George Gamow estabelecer a teoria do Big Bang. Analisando o desvio para o vermelho em suas observações, desenvolveu a teoria da expansão do universo e anunciou que a velocidade de uma nebulosa em relação a outra é proporcional à distância entre elas (a chamada constante de Hubble). Ou seja, Hubble estudou a luz emitida pelas galáxias distantes, observando que o comprimento de onda em alguns casos era maior que aquele obtido no laboratório. Esse fenômeno ocorre quando a fonte e o observador se movem: quando se afastam um do outro, o comprimento de onda visto pelo observador aumenta, diminuindo quando a fonte e o observador se aproximam. Se uma galáxia estiver se aproximando, a luz desloca-se para a cor azul e se estiver se afastando a luz desloca-se para a cor vermelha (Efeito Doppler). Em cada caso, a variação relativa do comprimento de onda é proporcional à velocidade com que a fonte se move.
Depois de ser condecorado com a medalha de ouro da Real Sociedade de Astronomia de Londres, em 1940, e com a medalha presidencial do mérito dos Estados Unidos, em 1946, Hubble passou a utilizar o telescópio Hale, concluído em 1948, no Monte Palomar, em Pasadena, para estudar objetos estelares fracos.

### Galáxias
As galáxias diferem bastante entre si, mas a grande maioria têm formas mais ou menos regulares quando observadas em projeção contra o céu, e se enquadram em duas classes gerais: espirais, espirais barradas e elípticas. Algumas galáxias não têm forma definida, e são chamadas irregulares.
Galáxias espirais (S): As galáxias espirais, quando vistas de frente, apresentam uma clara estrutura espiral. A nossa própria Galáxia é uma espiral típica. Elas possuem um núcleo, um disco, um halo, e braços espirais. Elas são subdivididas nas categorias Sa, Sb e Sc, de acordo com o grau de desenvolvimento e enrolamento dos braços espirais e com o tamanho do núcleo comparado com o do disco.
Onde:
- Sa = núcleo maior, braços pequenos e bem enrolados;
- Sb = núcleo e braços intermediários;
- Sc = núcleo menor, braços grandes e mais abertos.

Galáxias espirais Barradas (SB): Mais ou menos metade de todas as galáxias discoidais apresentam uma estrutura em forma de barra atravessando o núcleo. Elas são chamadas barradas e, na classificação de Hubble elas são identificadas pelas iniciais SB. As galáxias barradas também se subdividem nas categorias: SB0, SBa, SBb, e SBc. Nas espirais barradas, os braços normalmente partem das extremidades da barra. O fenômeno de formação da barra ainda não é bem compreendido, mas acredita-se que a barra seja a resposta do sistema a um tipo de perturbação gravitacional periódica (como uma galáxia companheira), ou simplesmente a consequência de uma assimetria na distribuição de massa no disco da galáxia. Alguns astrônomos também acreditam que a barra seja pelo menos em parte responsável pela formação da estrutura espiral, assim como por outros fenômenos evolutivos em galáxias.
Galáxias Elípticas (E): As galáxias elípticas apresentam forma esférica ou elipsoidal, e não têm estrutura espiral. Têm pouco gás, pouca poeira e poucas estrelas jovens. Elas se parecem ao núcleo e halo das galáxias espirais. As galáxias elípticas variam muito de tamanho, desde supergigantes até anãs. As maiores elípticas têm diâmetros de milhões de anos-luz, ao passo que as menores têm somente poucos milhares de anos-luz em diâmetro. As elípticas gigantes, que têm massas de até 10 trilhões de massas solares, são raras, mas as elípticas anãs são o tipo mais comum de galáxias. Hubble subdividiu as elípticas em classes de E0 a E7, de acordo com o seu grau de achatamento. Imagine-se olhando um prato circular de frente, essa é a aparência de uma galáxia E0. Agora vá inclinando o prato de forma que ele pareça cada vez mais elíptico e menos circular, esse achatamento gradativo representa a sequência de E0 a E7. Note que Hubble baseou sua classificação na aparência da galáxia, não na sua verdadeira forma. Por exemplo, uma galáxia E0 tanto pode ser uma elíptica realmente esférica quanto pode ser uma elíptica mais achatada vista de frente, já uma E7 tem que ser uma elíptica achatada vista de perfil. Porém nenhuma elíptica jamais vai aparecer tão achatada quanto uma espiral vista de perfil.
Galáxias Irregulares: Hubble classificou como galáxias irregulares aquelas que eram privadas de qualquer simetria circular ou rotacional, apresentando uma estrutura caótica ou irregular. Muitos irregulares parecem estar sofrendo atividade de formação estelar relativamente intensa, sua aparência sendo dominada por estrelas jovens brilhantes e nuvens de gás ionizado distribuídas irregularmente.
A Classificação de Hubble, apesar desses anos que se passaram, continua sendo utilizada. Na década de 1930 um frequentador assíduo da residência dos Hubbles, em Pasadena, comunicou a Hubble que havia uma movimentação na Inglaterra, por parte do Comitê do prêmio Nobel, em direção a uma possível emenda nos estatutos que regulam a premiação para possibilitar a Hubble a condição legal de ser distinguido com a honraria maior em ciências naturais. Aproxima-se da década de 1940 e nada de resolver a situação do prêmio Nobel para Hubble; quando foi resolvido que Hubble receberia o prêmio Nobel, já era tarde, pois ele tinha acabado de falecer.

## Acusações sobre a prioridade de Lemaître
Em 2011, a revista Nature relatou alegações de que o Hubble havia desempenhado um papel na redação de partes importantes da tradução do artigo de Lemaître de 1927, que afirmava o que hoje é chamado de Lei de Hubble e também dava evidências observacionais para isso. Historiadores citados no artigo estavam céticos de que as redações fossem parte de uma campanha para garantir que o Hubble mantivesse a prioridade. No entanto, o astrônomo observacional Sidney van den Bergh publicou um artigo sugerindo que, embora as omissões possam ter sido feitas por um tradutor, elas ainda podem ter sido deliberadas.
Em novembro de 2011, o astrônomo Mario Livio relatou na Nature que documentos no arquivo Lemaître demonstraram que a redação havia sido de fato realizada pelo próprio Lemaître, que aparentemente não via muito sentido em incluir conteúdo científico que já havia sido relatado pelo Hubble. Isso, no entanto, não diminui o fato de que Lemaître publicou em francês, sem tais omissões, dois anos antes do Hubble.

## Tentativa de obter o Prêmio Nobel
Na época, o Prêmio Nobel de Física não reconhecia trabalhos feitos em astronomia. Hubble passou grande parte da parte final de sua carreira tentando que a astronomia fosse considerada uma área da física, em vez de ser sua própria ciência. Ele fez isso em grande parte para que os astrônomos – incluindo ele mesmo – pudessem ser reconhecidos pelo Comitê do Prêmio Nobel por suas valiosas contribuições à astrofísica. Esta campanha não teve sucesso durante a vida de Hubble, mas logo após sua morte, o Comitê do Prêmio Nobel decidiu que o trabalho astronômico seria elegível para o prêmio de física. No entanto, o prêmio não pode ser concedido postumamente.

## Vida pessoal
Hubble se casou com Grace Lillian Leib (1889–1980), em 26 de fevereiro de 1924. Grace era filha de John Burke, vice-presidente do First National Bank e um importante membro da comunidade local. Grace estudou literatura inglesa na Universidade Stanford. Seu primeiro marido foi o geólogo Earl Leib, que morreu em um trágico acidente em 1921. No mesmo ano, acompanhando um amigo no Observatório Mount Wilson, ela conheceu o jovem astrônomo Edwin Hubble, com quem se casou em uma cerimônia simples, em casa. O casal não teve filhos.

### Morte
Hubble teve um infarto em julho de 1949, enquanto passava férias no Colorado. Sua esposa intensificou os cuidados e mudou sua dieta para que ele pudesse continuar a trabalhar. Edwin Hubble morreu em 28 de setembro de 1953, aos 63 anos, em San Marino, devido a uma trombose venosa cerebral. Não foi feito um funeral para ele e sua esposa nunca revelou o local onde ele foi sepultado.

## Prémios e honrarias
- 1924 - Newcomb Cleveland
- 1935 - Medalha Barnard
- 1938 - Medalha Bruce[35]
- 1939 - Medalha Franklin[36]
- 1940 - Medalha de Ouro da Royal Astronomical Society[37]

### Homenagens
- o asteroide 2069 Hubble;
- A cratera Hubble na Lua;
- O telescópio espacial Hubble;
- Planetário Edwin P. Hubble Planetarium, na Edward R. Murrow High School, no Brooklyn, em Nova York.;[38]
- Rodovia Edwin Hubble Highway, um acesso da Interestadual 44, passando por sua cidade natal, em Marshfield, no Missouri;[39]
- Hubble Middle School, escola pública em Wheaton, Illinois onde ele morou por 11 anos.[40]